# Alessia Cara/Diskografie
Diese Diskografie ist eine Übersicht über die musikalischen Werke der kanadischen Pop- und R&B-Sängerin Alessia Cara. Den Schallplattenauszeichnungen zufolge hat sie bisher mehr als 48,4 Millionen Tonträger verkauft, davon alleine in ihrer Heimat über 1,8 Millionen. Ihre erfolgreichste Veröffentlichung ist die Single 1-800-273-8255 mit über 10,7 Millionen verkauften Einheiten.

## Alben

### Studioalben
| Jahr | Titel Musiklabel                              | Höchstplatzierung, Gesamtwochen, AuszeichnungChartplatzierungen (Jahr, Titel, Musiklabel, Platzierungen, Wochen, Auszeichnungen, Anmerkungen) | Höchstplatzierung, Gesamtwochen, AuszeichnungChartplatzierungen (Jahr, Titel, Musiklabel, Platzierungen, Wochen, Auszeichnungen, Anmerkungen) | Höchstplatzierung, Gesamtwochen, AuszeichnungChartplatzierungen (Jahr, Titel, Musiklabel, Platzierungen, Wochen, Auszeichnungen, Anmerkungen) | Höchstplatzierung, Gesamtwochen, AuszeichnungChartplatzierungen (Jahr, Titel, Musiklabel, Platzierungen, Wochen, Auszeichnungen, Anmerkungen) | Höchstplatzierung, Gesamtwochen, AuszeichnungChartplatzierungen (Jahr, Titel, Musiklabel, Platzierungen, Wochen, Auszeichnungen, Anmerkungen) | Höchstplatzierung, Gesamtwochen, AuszeichnungChartplatzierungen (Jahr, Titel, Musiklabel, Platzierungen, Wochen, Auszeichnungen, Anmerkungen) | Anmerkungen                                                   |
| Jahr | Titel Musiklabel                              | DE | AT | CH | UK | US | CA | Anmerkungen                                                   |
| ---- | --------------------------------------------- | --- | --- | --- | --- | --- | --- | ------------------------------------------------------------- |
| 2015 | Know-It-All Def Jam Recordings (UMG)          | DE99 (1 Wo.)DE | — | CH50 (1 Wo.)CH | UK14 Gold · (3 Wo.)UK | US9 Platin · (92 Wo.)US | CA8 ×3Dreifachplatin · (77 Wo.)CA | Erstveröffentlichung: 13. November 2015 Verkäufe: + 1.510.000 |
| 2018 | The Pains of Growing Def Jam Recordings (UMG) | — | — | — | — | US71 (1 Wo.)US | CA21 Gold · (3 Wo.)CA | Erstveröffentlichung: 30. November 2018 Verkäufe: + 40.000    |
| 2021 | In the Meantime Def Jam Recordings (UMG)      | — | — | — | — | — | CA83 (1 Wo.)CA | Erstveröffentlichung: 24. September 2021                      |
| 2025 | Love and Hyperbole Def Jam Recordings (UMG)   | — | — | — | — | — | — | Erstveröffentlichung: 14. Februar 2025                        |

### EPs
| Jahr | Titel Musiklabel                                         | Höchstplatzierung, Gesamtwochen, AuszeichnungChartplatzierungen (Jahr, Titel, Musiklabel, Platzierungen, Wochen, Auszeichnungen, Anmerkungen) | Höchstplatzierung, Gesamtwochen, AuszeichnungChartplatzierungen (Jahr, Titel, Musiklabel, Platzierungen, Wochen, Auszeichnungen, Anmerkungen) | Höchstplatzierung, Gesamtwochen, AuszeichnungChartplatzierungen (Jahr, Titel, Musiklabel, Platzierungen, Wochen, Auszeichnungen, Anmerkungen) | Höchstplatzierung, Gesamtwochen, AuszeichnungChartplatzierungen (Jahr, Titel, Musiklabel, Platzierungen, Wochen, Auszeichnungen, Anmerkungen) | Höchstplatzierung, Gesamtwochen, AuszeichnungChartplatzierungen (Jahr, Titel, Musiklabel, Platzierungen, Wochen, Auszeichnungen, Anmerkungen) | Höchstplatzierung, Gesamtwochen, AuszeichnungChartplatzierungen (Jahr, Titel, Musiklabel, Platzierungen, Wochen, Auszeichnungen, Anmerkungen) | Anmerkungen                             |
| Jahr | Titel Musiklabel                                         | DE | AT | CH | UK | US | CA | Anmerkungen                             |
| ---- | -------------------------------------------------------- | --- | --- | --- | --- | --- | --- | --------------------------------------- |
| 2015 | Four Pink Walls Def Jam Recordings (UMG)                 | — | — | — | — | US31 (12 Wo.)US | CA11 (4 Wo.)CA | Erstveröffentlichung: 26. August 2015   |
| 2019 | Spotify Singles Def Jam Recordings (UMG)                 | — | — | — | — | — | — | Erstveröffentlichung: 24. April 2019    |
| 2019 | This Summer Def Jam Recordings (UMG)                     | — | — | — | — | — | CA52 (1 Wo.)CA | Erstveröffentlichung: 6. September 2019 |
| 2020 | This Summer: Live off the Floor Def Jam Recordings (UMG) | — | — | — | — | — | — | Erstveröffentlichung: 17. Juli 2020     |
| 2020 | Holiday Stuff Def Jam Recordings (UMG)                   | — | — | — | — | — | — | Erstveröffentlichung: 5. Dezember 2020  |

## Singles

### Als Leadmusikerin
| Jahr | Titel Album                                                    | Höchstplatzierung, Gesamtwochen, AuszeichnungChartplatzierungen (Jahr, Titel, Album, Platzierungen, Wochen, Auszeichnungen, Anmerkungen) | Höchstplatzierung, Gesamtwochen, AuszeichnungChartplatzierungen (Jahr, Titel, Album, Platzierungen, Wochen, Auszeichnungen, Anmerkungen) | Höchstplatzierung, Gesamtwochen, AuszeichnungChartplatzierungen (Jahr, Titel, Album, Platzierungen, Wochen, Auszeichnungen, Anmerkungen) | Höchstplatzierung, Gesamtwochen, AuszeichnungChartplatzierungen (Jahr, Titel, Album, Platzierungen, Wochen, Auszeichnungen, Anmerkungen) | Höchstplatzierung, Gesamtwochen, AuszeichnungChartplatzierungen (Jahr, Titel, Album, Platzierungen, Wochen, Auszeichnungen, Anmerkungen) | Höchstplatzierung, Gesamtwochen, AuszeichnungChartplatzierungen (Jahr, Titel, Album, Platzierungen, Wochen, Auszeichnungen, Anmerkungen) | Anmerkungen                                                                                  |
| Jahr | Titel Album                                                    | DE | AT | CH | UK | US | CA | Anmerkungen                                                                                  |
| --- | -------------------------------------------------------------- | --- | --- | --- | --- | --- | --- | -------------------------------------------------------------------------------------------- |
| 2015 | Here Know-It-All                                               | DE59 Gold · (18 Wo.)DE | AT63 (7 Wo.)AT | CH44 (18 Wo.)CH | UK28 Platin · (14 Wo.)UK | US5 ×5Fünffachplatin · (34 Wo.)US | CA8 ×5Fünffachplatin · (28 Wo.)CA | Erstveröffentlichung: 30. April 2015 Verkäufe: + 6.840.000                                   |
| 2016 | Wild Things Know-It-All                                        | DE76 (7 Wo.)DE | — | CH51 (15 Wo.)CH | UK63 Gold · (11 Wo.)UK | US50 ×2Doppelplatin · (20 Wo.)US | CA9 ×5Fünffachplatin · (23 Wo.)CA | Erstveröffentlichung: 2. Februar 2016 Verkäufe: + 3.200.000                                  |
| 2016 | Scars to Your Beautiful Know-It-All                            | DE19 ×3Dreifachgold · (27 Wo.)DE | AT18 (25 Wo.)AT | CH18 (32 Wo.)CH | UK55 ×2Doppelplatin · (13 Wo.)UK | US8 ×5Fünffachplatin · (43 Wo.)US | CA14 ×8Achtfachplatin · (24 Wo.)CA | Erstveröffentlichung: 26. Juli 2016 Verkäufe: + 9.000.000                                    |
| 2016 | How Far I’ll Go Vaiana – Das Paradies hat einen Haken (O.S.T.) | DE53 (8 Wo.)DE | AT58 (5 Wo.)AT | CH66 (7 Wo.)CH | UK49 Platin · (13 Wo.)UK | US56 ×3Dreifachplatin · (19 Wo.)US | CA43 ×3Dreifachplatin · (2 Wo.)CA | Erstveröffentlichung: 28. Oktober 2016 Verkäufe: + 4.780.000                                 |
| 2017 | Stay Stay +                                                    | DE13 Platin · (24 Wo.)DE | AT6 Gold · (24 Wo.)AT | CH16 (26 Wo.)CH | UK8 ×2Doppelplatin · (21 Wo.)UK | US7 ×5Fünffachplatin · (31 Wo.)US | CA5 ×7Siebenfachplatin · (26 Wo.)CA | Erstveröffentlichung: 23. Februar 2017 mit Zedd; Verkäufe: + 9.023.333                       |
| 2018 | Growing Pains The Pains of Growing                             | — | — | — | — | US65 Gold · (8 Wo.)US | CA36 Platin · (1 Wo.)CA | Erstveröffentlichung: 15. Juni 2018 Verkäufe: + 600.000                                      |
| 2018 | Trust My Lonely The Pains of Growing                           | — | — | — | — | — | CA— GoldCA | Erstveröffentlichung: 5. Oktober 2018 Verkäufe: + 60.000                                     |
| 2019 | Out of Love The Pains of Growing                               | — | — | — | UK— SilberUK | — | CA44 ×3Dreifachplatin · (4 Wo.)CA | Erstveröffentlichung: 29. Januar 2019 Verkäufe: + 560.000                                    |
| 2019 | Ready This Summer                                              | — | — | — | — | — | CA— GoldCA | Erstveröffentlichung: 22. Juli 2019 Verkäufe: + 60.000                                       |
| 2019 | Rooting for You This Summer                                    | — | — | — | — | — | CA— PlatinCA | Erstveröffentlichung: 9. August 2019 Verkäufe: + 80.000                                      |
| 2019 | Okay Okay This Summer                                          | — | — | — | — | — | — | Erstveröffentlichung: 23. August 2019                                                        |
| 2019 | October This Summer                                            | — | — | — | — | — | — | Erstveröffentlichung: 3. September 2019                                                      |
| 2019 | Another Place Doom Days (This Got Out of Hand)                 | — | — | — | — | — | — | Erstveröffentlichung: 1. November 2019 Verkäufe: + 20.000; mit Bastille                      |
| 2019 | Make It to Christmas –                                         | DE60 (7 Wo.)DE | AT57 (6 Wo.)AT | CH79 (1 Wo.)CH | — | — | — | Erstveröffentlichung: 8. November 2019 in AT und DE erst 2021, in CH erst 2022 in den Charts |
| 2020 | I Choose The Willoughbys O.S.T.                                | — | — | — | — | — | — | Erstveröffentlichung: 3. April 2020                                                          |
| 2021 | Shapeshifter In the Meantime                                   | — | — | — | — | — | — | Erstveröffentlichung: 14. Juli 2021                                                          |
| 2021 | Sweet Dream In the Meantime                                    | — | — | — | — | — | — | Erstveröffentlichung: 15. Juli 2021                                                          |
| Folgende Lieder erschienen nicht als Single, wurden aber durch das Album zum Download und Streaming bereitgestellt und konnten somit eine Platzierung erlangen: |                                                                | | | | | | |                                                                                              |
| |                                                                | | | | | | |                                                                                              |
| 2022 | Jingle Bell Rock –                                             | — | — | — | UK98 (1 Wo.)UK | — | — | Charteinstieg: 6. Januar 2022                                                                |

### Als Gastmusikerin
| Jahr | Titel Album                             | Höchstplatzierung, Gesamtwochen, AuszeichnungChartplatzierungen (Jahr, Titel, Album, Platzierungen, Wochen, Auszeichnungen, Anmerkungen) | Höchstplatzierung, Gesamtwochen, AuszeichnungChartplatzierungen (Jahr, Titel, Album, Platzierungen, Wochen, Auszeichnungen, Anmerkungen) | Höchstplatzierung, Gesamtwochen, AuszeichnungChartplatzierungen (Jahr, Titel, Album, Platzierungen, Wochen, Auszeichnungen, Anmerkungen) | Höchstplatzierung, Gesamtwochen, AuszeichnungChartplatzierungen (Jahr, Titel, Album, Platzierungen, Wochen, Auszeichnungen, Anmerkungen) | Höchstplatzierung, Gesamtwochen, AuszeichnungChartplatzierungen (Jahr, Titel, Album, Platzierungen, Wochen, Auszeichnungen, Anmerkungen) | Höchstplatzierung, Gesamtwochen, AuszeichnungChartplatzierungen (Jahr, Titel, Album, Platzierungen, Wochen, Auszeichnungen, Anmerkungen) | Anmerkungen                                                                                    |
| Jahr | Titel Album                             | DE | AT | CH | UK | US | CA | Anmerkungen                                                                                    |
| --- | --------------------------------------- | --- | --- | --- | --- | --- | --- | ---------------------------------------------------------------------------------------------- |
| 2015 | Wild                                    | — | — | — | — | — | CA45 (1 Wo.)CA | Erstveröffentlichung: 3. September 2015 Troye Sivan feat. Alessia Cara                         |
| 2017 | 1-800-273-8255 Everybody                | DE45 Gold · (14 Wo.)DE | AT42 (12 Wo.)AT | CH50 (14 Wo.)CH | UK9 ×2Doppelplatin · (23 Wo.)UK | US3 ×8Achtfachplatin · (42 Wo.)US | CA20 ×5Fünffachplatin · (16 Wo.)CA | Erstveröffentlichung: 28. April 2017 Logic feat. Khalid & Alessia Cara; Verkäufe: + 10.775.000 |
| 2019 | Let Me Down Slowly Narrated for You     | — | — | — | — | US79 (6 Wo.)US | CA17 (1 Wo.)CA | Erstveröffentlichung: 7. Januar 2019 Alec Benjamin feat. Alessia Cara; Verkäufe: + 180.000     |
| 2019 | Querer mejor Más futuro que pasado      | — | — | — | — | US— Gold (Latin)US | — | Erstveröffentlichung: 24. Mai 2019 Juanes feat. Alessia Cara; Verkäufe: + 30.000               |
| 2020 | Welcome Back –                          | — | — | — | — | — | — | Erstveröffentlichung: 18. September 2020 Ali Gatie feat. Alessia Cara                          |
| Folgende Lieder erschienen nicht als Single, wurden aber durch das Album zum Download und Streaming bereitgestellt und konnten somit eine Platzierung erlangen: |                                         | | | | | | |                                                                                                |
| |                                         | | | | | | |                                                                                                |
| 2020 | Hell and High Water Music is the Weapon | DE— aDE | — | — | — | — | — | Charteinstieg: 30. Oktober 2020 Major Lazer feat. Alessia Cara                                 |

## Promoveröffentlichungen
| Jahr | Titel Album           | Anmerkungen                                                |
| ---- | --------------------- | ---------------------------------------------------------- |
| 2015 | Seventeen Know-It-All | Erstveröffentlichung: 26. August 2015 · CA: Gold, US: Gold |
| 2015 | I’m Yours Know-It-All | Erstveröffentlichung: 26. August 2015 · CA: Gold, US: Gold |

## Sonderveröffentlichungen

### Gastbeiträge
- 2016: I Can Only (JoJo feat. Alessia Cara – auf dem Album Mad Love)
- 2016: Remember Home (Sebastian Kole feat. Alessia Cara – auf dem Album Soup)
- 2017: Cuore Nerd (J-Ax & Fedez feat. Alessia Cara – auf dem Album Comunisti col Rolex)
- 2018: Babies (Kyle feat. Alessia Cara – auf dem Album Light of Mine)
- 2018: Vale per sempre (Eros Ramazzotti feat. Alessia Cara – auf dem Album Vita Ce N’è)
- 2020: Canada (Lauv feat. Alessia Cara – auf dem Album How I’m Feeling)
- 2020: Fav Boy (Ricky Reed feat. Alessia Cara – auf dem Album The Room)

### Samplerbeiträge
- 2021: Enter Sandman (Alessia Cara & The Warning auf The Metallica Blacklist)

## Statistik

### Chartauswertung
|                     | DE    | AT    | CH    | UK    | US    | CA    |
| ------------------- | ----- | ----- | ----- | ----- | ----- | ----- |
| Nummer-eins-Alben   | DE—DE | AT—AT | CH—CH | UK—UK | US—US | CA—CA |
| Top-10-Alben        | DE—DE | AT—AT | CH—CH | UK—UK | US1US | CA1CA |
| Alben in den Charts | DE1DE | AT—AT | CH1CH | UK1UK | US3US | CA5CA |

|                       | DE    | AT    | CH    | UK    | US    | CA     |
| --------------------- | ----- | ----- | ----- | ----- | ----- | ------ |
| Nummer-eins-Singles   | DE—DE | AT—AT | CH—CH | UK—UK | US—US | CA—CA  |
| Top-10-Singles        | DE—DE | AT1AT | CH—CH | UK2UK | US4US | CA3CA  |
| Singles in den Charts | DE7DE | AT6AT | CH7CH | UK7UK | US7US | CA10CA |

### Auszeichnungen für Musikverkäufe
| Land/RegionAuszeichnungen für Musikverkäufe (Land/Region, Auszeichnungen, Verkäufe, Quellen) | Silber  | Gold       | Platin         | Diamant     | Verkäufe   | Quellen              |
| -------------------------------------------------------------------------------------------- | ------- | ---------- | -------------- | ----------- | ---------- | -------------------- |
| Australien (ARIA)                                                                            | —       | Gold1      | 22× Platin22   | —           | 1.575.000  | aria.com.au          |
| Belgien (BRMA)                                                                               | —       | Gold1      | Platin1        | —           | 45.000     | ultratop.be          |
| Brasilien (PMB)                                                                              | —       | 5× Gold5   | 9× Platin9     | 2× Diamant2 | 970.000    | pro-musicabr.org.br  |
| Dänemark (IFPI)                                                                              | —       | 2× Gold2   | 10× Platin10   | —           | 920.000    | ifpi.dk              |
| Deutschland (BVMI)                                                                           | —       | 3× Gold3   | 2× Platin2     | —           | 1.400.000  | musikindustrie.de    |
| Frankreich (SNEP)                                                                            | —       | Gold1      | 2× Platin2     | Diamant1    | 833.333    | snepmusique.com      |
| Italien (FIMI)                                                                               | —       | 2× Gold2   | 6× Platin6     | —           | 350.000    | fimi.it              |
| Japan (RIAJ)                                                                                 | —       | Gold1      | Platin1        | —           | 100.000    | riaj.or.jp JP2       |
| Kanada (MC)                                                                                  | —       | 7× Gold7   | 42× Platin42   | —           | 3.640.000  | musiccanada.com      |
| Mexiko (AMPROFON)                                                                            | —       | Gold1      | 2× Platin2     | —           | 150.000    | amprofon.com.mx      |
| Neuseeland (RMNZ)                                                                            | —       | —          | 21× Platin21   | —           | 615.000    | radioscope.co.nz NZ2 |
| Norwegen (IFPI)                                                                              | —       | 3× Gold3   | 5× Platin5     | —           | 350.000    | ifpi.no              |
| Österreich (IFPI)                                                                            | —       | Gold1      | —              | —           | 15.000     | ifpi.at              |
| Philippinen (PARI)                                                                           | —       | —          | 3× Platin3     | —           | 45.000     | Einzelnachweise      |
| Polen (ZPAV)                                                                                 | —       | 2× Gold2   | 5× Platin5     | —           | 285.000    | olis.pl              |
| Portugal (AFP)                                                                               | —       | 2× Gold2   | 4× Platin4     | —           | 50.000     | Einzelnachweise      |
| Schweden (IFPI)                                                                              | —       | —          | 10× Platin10   | —           | 400.000    | sverigetopplistan.se |
| Singapur (RIAS)                                                                              | —       | Gold1      | —              | —           | 5.000      | rias.org.sg          |
| Spanien (Promusicae)                                                                         | —       | 3× Gold3   | 2× Platin2     | —           | 190.000    | elportaldemusica.es  |
| Vereinigte Staaten (RIAA)                                                                    | —       | 5× Gold5   | 29× Platin29   | —           | 31.030.000 | riaa.com             |
| Vereinigtes Königreich (BPI)                                                                 | Silber1 | 2× Gold2   | 8× Platin8     | —           | 5.500.000  | bpi.co.uk            |
| Insgesamt                                                                                    | Silber1 | 43× Gold43 | 184× Platin184 | 3× Diamant3 |            |                      |